# Centro Histórico do Porto

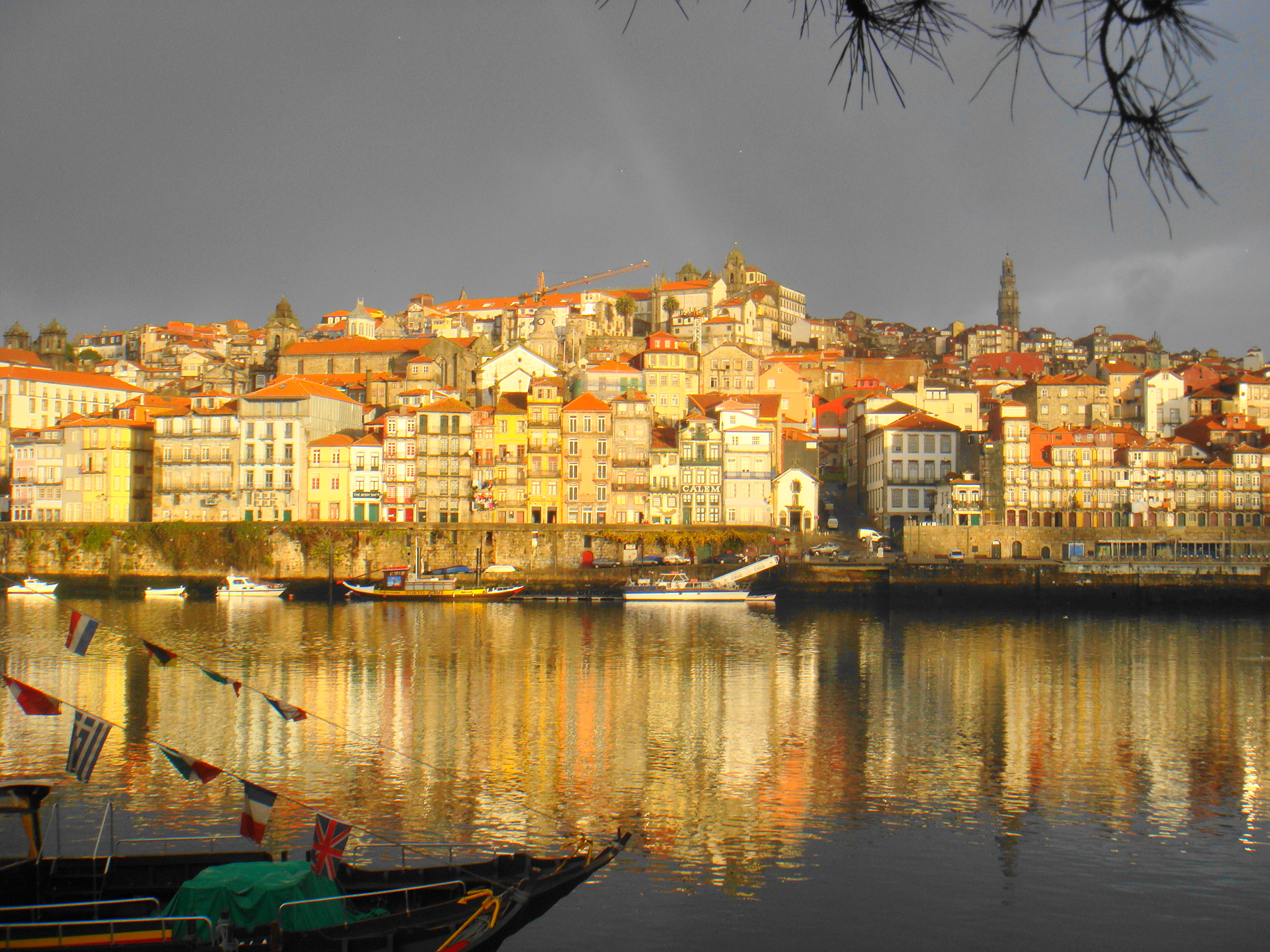
Ribeira, Porto

O Centro Histórico do Porto é a área mais antiga das cidades do Porto e de Vila Nova de Gaia, em Portugal,[carece de fontes?] classificado como Património Cultural da Humanidade desde 1996. Corresponde ao tecido urbano marcado pelas origens medievais da cidade e inclui territórios situados nas antigas freguesias da Sé, de São Nicolau, da Vitória e de Miragaia, atualmente parte da União de Freguesias do Centro Histórico do Porto.
Apesar de toda a evolução e mutações que ao longo dos tempos se deram no Centro Histórico do Porto, ainda hoje a observação do conjunto urbano que se apoia no velho casco medieval proporciona uma imagem de coerência e de homogeneidade. Sugere imutabilidade e permanência no tempo, constituindo assim um exemplar único de uma paisagem urbana dotada de identidade, forte carácter e qualidade estética. Nesta cidade existe uma tradição muito popular nos dias 23 a 24 de junho que é o São João do Porto, consiste em bater com martelos de borracha nas cabeças das pessoas e lançar ao ar balões de ar quente, no final vê-se os fogos de artifício.

## Monumentos
A área classificada pela UNESCO como Património Cultural da Humanidade inclui a parte da cidade interior ao traçado da antiga Muralha Fernandina, do século XIV e algumas áreas adjacentes de características idênticas ou valorizadas por realizações posteriores num total de cerca de 49 hectares. De entre os monumentos integrantes desta área encontram-se:
| - Alminhas da Ponte - Antigo Clube dos Ingleses - Cadeia da Relação - Capela dos Alfaiates - Capela de Nossa Senhora da Silva - Capela do Senhor dos Passos - Capela da Nossa Senhora do Ó - Casa do Beco dos Redemoinhos - Casa do Cabido - Casa do Despacho da Ordem Terceira de São Francisco - Casa do Infante - Casa dos Maias - Casa da Rua de D. Hugo n.° 5 - Casa da Rua da Reboleira, n.º 59 - Casa da Rua de São Miguel, n.° 4 - Chafariz da Colher - Chafariz da Rua Escura - Chafariz da Rua de São João - Chafariz da Rua das Taipas - Chafariz das Virtudes - Cubelo reconstruído da Cerca Velha - Edifício na Rua das Taipas, 76 - Estação de São Bento - Estátua equestre de D. Pedro IV - Feitoria Inglesa - Fontanário do Largo da Sé - Fonte da Rua das Taipas - Igreja da Misericórdia do Porto - Igreja de Nossa Senhora do Patrocínio (Recolhimento do Ferro) - Igreja de Nossa Senhora da Vitória |  | - Igreja da Ordem do Terço - Igreja de Santa Clara - Igreja de Santo Ildefonso - Igreja de São Bento da Vitória - Igreja de São Francisco - Igreja de São João Novo - Igreja de São José das Taipas - Igreja de São Lourenço ou Igreja dos Grilos - Igreja de São Nicolau - Igreja e Torre dos Clérigos - Mercado Ferreira Borges - Monumento ao Infante D. Henrique - Mosteiro da Serra do Pilar (em Vila Nova de Gaia) - Muralha Primitiva - Muralhas Fernandinas - Museu de Guerra Junqueiro - Ourivesaria Cunha - Paço Episcopal do Porto - Palácio da Bolsa - Palácio de São João Novo - Pilares da Ponte Pênsil - Ponte Luís I - Praça da Ribeira - Restaurante Comercial - Ruína Medieval da Casa da Câmara - Sé do Porto - Teatro Nacional de São João - Torre da Rua de Baixo - Torre da Rua de D. Pedro Pitões |

A envolver a área classificada foi ainda definida uma área de protecção que inclui: a Avenida dos Aliados e quarteirões envolventes até às Praças da Trindade, de D. João I, D. Filipa de Lencastre, Gomes Teixeira e Carlos Alberto, o Jardim do Carregal e o Hospital de Santo António; a zona da Alfândega Nova e o vale das Virtudes; as encostas das Fontainhas e dos Guindais; uma faixa a nascente da antiga linha da muralha medieval nas imediações da Praça da Batalha; toda a zona ribeirinha de Vila Nova de Gaia, onde se encontram as caves de Vinho do Porto. Esta coroa, de valor patrimonial significativo apesar de alguns exemplares descontextualizados, abrange um total de 130 hectares.

## Candidatura a Património da Humanidade

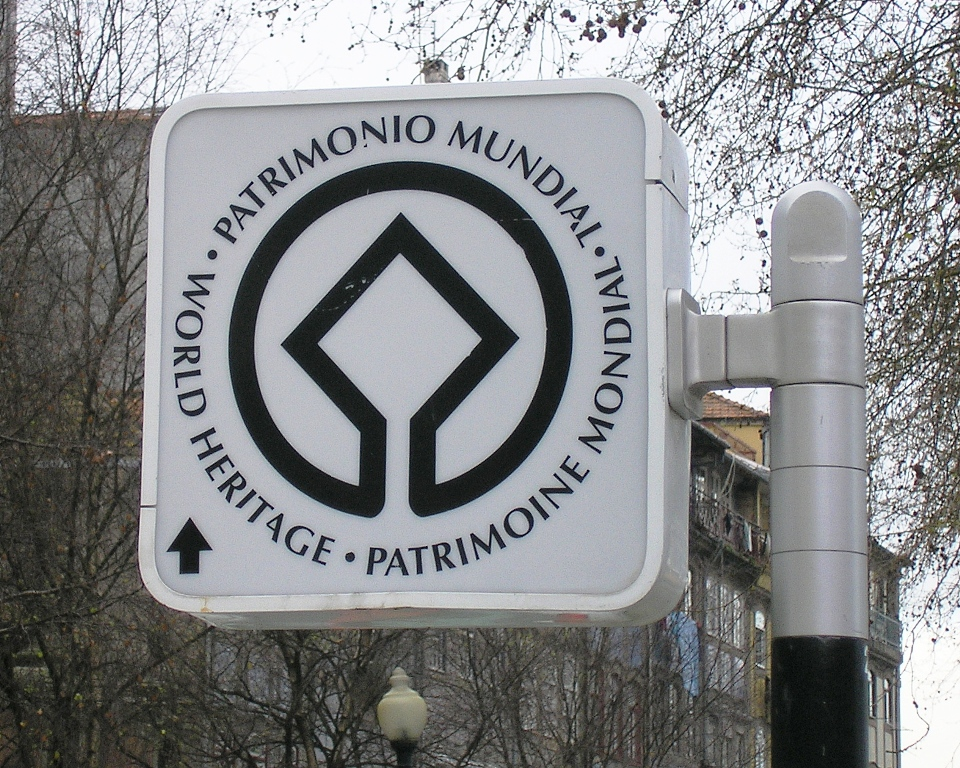
Sinalética no Centro Histórico do Porto.

Em 1991, a Câmara do Porto apresentou a candidatura do Centro Histórico da cidade à UNESCO para classificação como Património Cultural da Humanidade. As razões fundamentais invocadas foram:
- Presença de relevantes valores arqueológicos.
- Importância dos aspetos históricos inscritos na evolução urbana e na arquitetura.
- Intervenções urbanas, espontâneas ou planeadas, de diferentes épocas: vielas tortuosas da Idade Média bem adaptadas à topografia, ruas retilíneas e pracetas da Renascença, vias que vão dar a monumentos barrocos.
- Conjunto de monumentos e edifícios representativos do românico, gótico, maneirismo, barroco, neoclássico, arte nova, etc.
- Valor da arquitetura civil, sabiamente adaptada às características locais e refletindo condições económicas, sociais e culturais de diferentes épocas, com aspetos tanto tradicionais como eruditos.
- Numa área de 90 hectares, um conjunto de cerca de 3000 prédios de habitação e comércio, sem grandes intrusões descaraterizadoras.
- Presença de mais de 20 000 habitantes formando uma comunidade viva e activa, preservando as suas tradições e valores culturais.
- Processos de recuperação e de reabilitação, com projectos de integração social, já concretizados.
- Grande valor estético e carácter cénico, com uma enorme riqueza panorâmica, resultante da complexidade do terreno, do modo harmonioso como as ruas se articulam, da implantação dos grandes edifícios e monumentos, da relação com o rio, dos efeitos visuais diversificados consoante a luz e o tempo.
- Existência de uma unidade estética e visual, apesar da variedade das formas e dos materiais.

A decisão de aprovação foi tomada em Mérida (México) em 4 de Dezembro de 1996.
O sector turístico parece ter sido o grande beneficiário do entusiasmo gerado em trono da classificação. Não há registos que contabilizem as entradas de turistas apenas na Centro Histórico da cidade, mas os estudos feitos para o Porto e Norte de Portugal apresentam indicadores muito positivos, tendo a última década registado um aumento de cerca de um milhão de visitantes.

## Modelos de conservação seguidos
Tendo sofrido sucessivas modificações e adaptações ao longo dos tempos, nela se verificou durante o século XIX um conjunto de transformações que a conduziu a um estado de sobreocupação humana, de desintegração social e de degradação física das habitações e dos espaços públicos. Esta situação manteve-se e acentuou-se até à década de 1970.
As concepções urbanísticas das décadas de 1940 a 1960 propunham a demolição pura e simples das áreas mais degradadas. Foi o que se fez, por exemplo, com o velho casario defronte da Sé que, em 1939-40, foi destruído para alargamento do Terreiro da Sé; com a abertura da chamada "Avenida da Ponte" (nos anos 50), que desventrou o Morro de Cividade, destruindo o antigo Largo do Corpo da Guarda; bem como alguns trechos do Barredo e de Miragaia.
Sob a orientação do arquitecto Fernando Távora constitui-se, na década de 1960, constituiu-se um grupo de trabalho, cujas conclusões foram publicadas em forma de relatório em 1969, elaborado segundo os princípios da Carta de Veneza, com propostas que visavam a renovação urbana do Barredo.
Entretanto, a Revolução de 25 de Abril de 1974 e as alterações que acarretou vieram trazer uma nova abordagem do centro histórico que passou a ser encarado, não apenas no aspecto dos monumentos, mas também como um valor patrimonial global que inclui valores históricos, arquitectónicos e estéticos, mas também uma realidade social e cultural.
Como consequência, em setembro de 1974, foi criado o Comissariado para a Renovação Urbana da Área de Ribeira/Barredo, CRUARB, sob a dependência do poder central, que iniciou trabalhos de reabilitação quase imediatamente. Esta operação de Renovação Urbana da Ribeira-Barredo pôs em execução as propostas do Relatório de 1969, mesmo contrariando algumas orientações e princípios do Plano Director Municipal em vigor.
Em 1982 o CRUARB ficou sob a tutela do município do Porto, tendo passado a Direção do Projeto Municipal de Renovação Urbana do Centro Histórico do Porto, em 1985.
No início da década de 1990 constituiu-se uma instituição de utilidade pública financeiramente apoiada pelo Município e pelo Governo, a Fundação para o Desenvolvimento do Centro Histórico do Porto – FDZHP com a finalidade de, em articulação com o CRUARB, promover a recuperação urbana e a luta contra a pobreza, mas implicando uma maior participação das instituições e dos atores locais.
A partir de 1993 o CRUARB, já numa fase avançada do desenvolvimento da operação Ribeira/Barredo, dirigiu os trabalhos para o Bairro da Sé, então em acentuada fase de degradação física e social. Foi assim elaborado e posto em execução o "Projecto-Piloto Urbano do Bairro da Sé", com os seguintes objetivos: conservação do património e dos bens culturais; renovação do ambiente urbano da área; reinserção da população residente; consolidação e desenvolvimento do turismo; expansão e renovação da actividade comercial; implementação de uma rede de partenariado.
Depois de 1996, a "Operação de Reabilitação da Ribeira/Barredo" passou a incluir a área ribeirinha entre a Ponte Luís I e a Alfândega Nova, seguindo a linha orientadora do projeto-piloto do Bairro da Sé. Operações idênticas foram realizadas noutras áreas, como a intervenção de 1998 em Miragaia e, mais recentemente, na Vitória.
Apesar da unanimidade em torno da validade do trabalho desenvolvido pela CRUARB e pela FDZHP na promoção do Centro Histórico, a subida de Rui Rio à presidência da Câmara Municipal do Porto veio levantar a questão do retorno do investimento efetuado. Argumentou-se que, ao longo de três décadas foram investidas avultadas somas em restauros de grande arquitetura, excelentes acabamentos e esplêndidas infraestruturas, mas apenas de um número limitado de edifícios. Como grande parte dos residentes eram inquilinos camarários—em geral, das classes baixa ou média baixa—, foram realojados nas casas restauradas mantendo rendas compatíveis com os seus baixos rendimentos.
Isto acabou por levar à dissolução do CRUARB, enquanto gabinete exclusivamente dedicado ao centro histórico, nos Serviços de Urbanismo da Câmara Municipal em 2003, e a extinção da Fundação para o Desenvolvimento da Zona Histórica do Porto em 2007.
Se bem que em moldes diferentes e englobando a zona da Baixa tradicional, a recuperação física do Centro Histórico passou a ser assumida por uma nova entidade, a Porto Vivo - Sociedade de Reabilitação Urbana da Baixa do Porto, baseada num modelo de incentivo ao investimento privado, em alternativa ao investimento exclusivamente público.